# Mesochorus americanus
Mesochorus americanus là một loài tò vò trong họ Ichneumonidae.